# Circuit de Loire-Atlantique
Der Circuit de Loire-Atlantique, auch Circuit Fay de Bretagne, ist eine Motorsport-Rennstrecke in Fay-de-Bretagne in dem französischen Département Loire-Atlantique.

## Geschichte
Die Rennstrecke wurde zwischen 1992 und 1993 erbaut, um der Firma Venturi als Teststrecke zu dienen. Der Firmensitz des Unternehmens wurde daraufhin von Cholet nach Couëron verlegt. Im Laufe der Jahre waren verschiedene bekannte Rennfahrer wie Olivier Panis oder Jean-Pierre Beltoise auf dem Kurs zugegen, um dort Wagen zu testen.
Heutzutage wird die Strecke vor allem für Testfahrten und Fahrkurse verwendet, unter anderem für die Gendarmerie. Verschiedene Clubs halten dort jährlich Veranstaltungen aus.

## Die Strecke
Der 3,3 Kilometer lange Kurs umfasst eine der längsten Geraden Frankreichs (950 Meter) sowie 13 Kurven. Er kann in drei Varianten gefahren werden, wovon jede für eigene Veranstaltungen genutzt wird.
Den Streckenrekord hält Léo Roussel mit einer Zeit von 1 Minute und 13,9 Sekunden.